# Kearns
Kearns é uma Região censo-designada e municipalidade localizada no estado norte-americano do Utah, no Condado de Salt Lake.

## Demografia
Segundo o censo norte-americano de 2000, a sua população era de 33.659 habitantes.

## Geografia
De acordo com o United States Census Bureau tem uma área de 12,5 km², dos quais 12,5 km² cobertos por terra e 0,0 km² cobertos por água.

## Localidades na vizinhança
O diagrama seguinte representa as localidades num raio de 12 km ao redor de Kearns.